# Bellmunt d’Urgell
Bellmunt d’Urgell ist eine katalanische Gemeinde (municipio) mit 182 Einwohnern (Stand: 2024) in der Provinz Lleida im Nordosten Spaniens. Sie liegt in der Comarca Noguera. 

## Geographische Lage
Bellmunt d’Urgell liegt etwa 25 Kilometer nordöstlich von Lleida in einer Höhe von ca. 380 m. 

## Bevölkerungsentwicklung
| Jahr      | 1970 | 1981 | 1991 | 2001 | 2011 | 2021 |
| Einwohner | 248  | 225  | 237  | 231  | 202  | 182  |

## Sehenswürdigkeiten

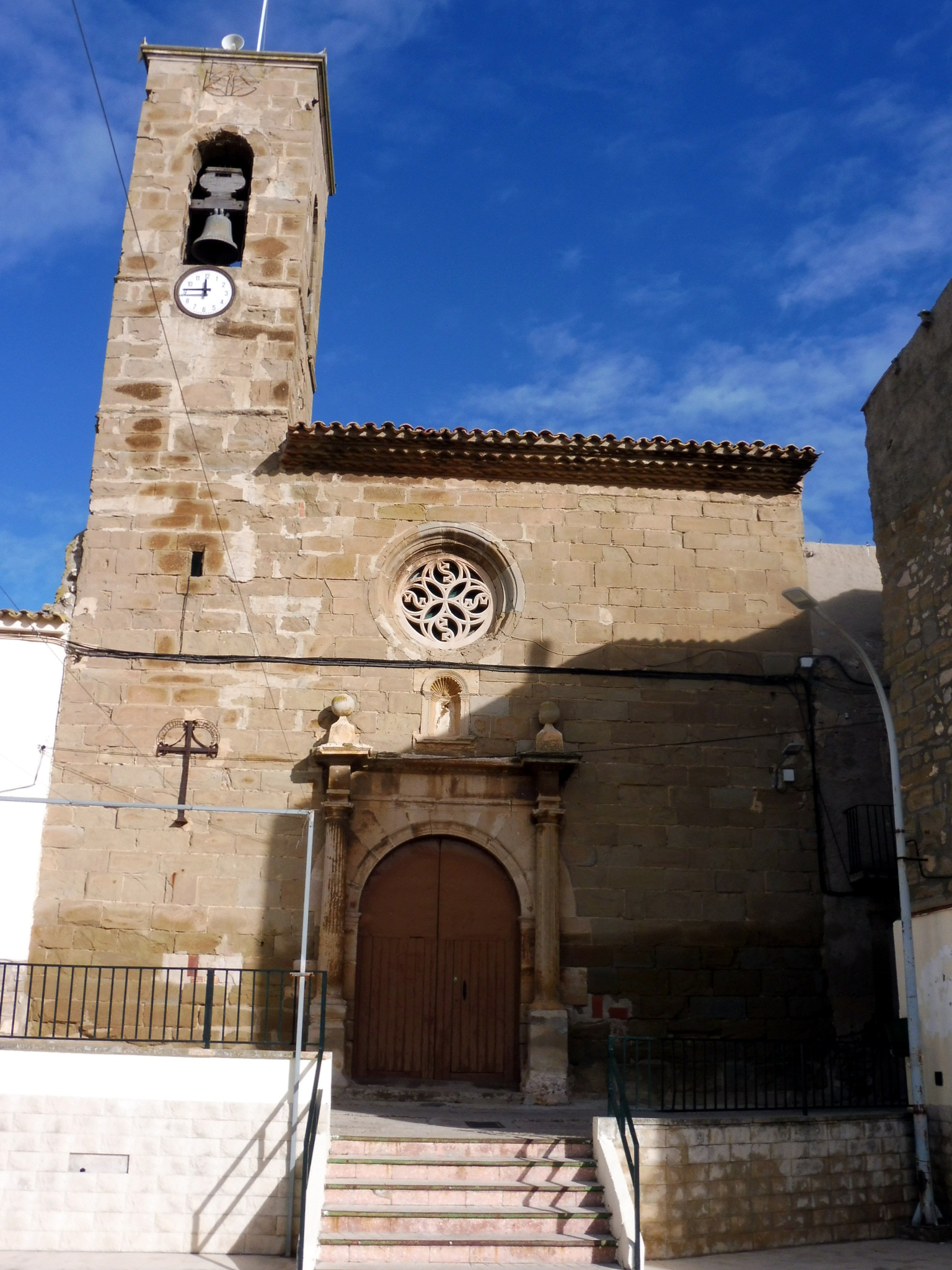
Josephskirche

- Josephskirche